# Sigvald Refsum
Sigvald Bernhard Refsum (* 8. Mai 1907 in Gransherad, heute zu Notodden; † 8. Juli 1991 in Oslo) war ein norwegischer Neurologe und Hochschullehrer.

## Biografie
Sigvald Refsum studierte Medizin an der Universität Oslo mit Promotion 1946. Er lehrte ab 1951 an der Universität Bergen, dann von 1954 bis zu seinem Ruhestand 1978 an der Universität Oslo.
Er entdeckte 1945 das später nach ihm benannte Refsum-Syndrom.